# Jeff van Dyck
Pour les articles homonymes, voir Van Dyck.
Jeff van Dyck est un compositeur et musicien canadien né en 1969 à Vancouver. Travaillant principalement pour le jeu vidéo, il est particulièrement reconnu pour son travail sur la série Total War.

## Biographie
Il est initié à la musique dans son enfance grâce à son père, compositeur et technicien, qui lui permet d’être présent lors de séances de travail avec Michael Jackson, Oscar Peterson ou Toto. À l’âge de 23 ans, il intègre Electronic Arts comme compositeur et designer sonore et fait ses armes sur les franchises FIFA, NHL, NBA Live et Need for Speed. Il décide 5 ans plus tard de déménager en Australie et de développer ses compétences sur d’autres types de jeux. Il commence alors une fructueuse collaboration avec le studio de développement anglais Creative Assembly, notamment pour la série Total War. Il travaille par ailleurs sur plusieurs jeux indépendants australiens, particulièrement pour le studio Defiant Development (en).
En 2001, sa partition pour Shogun: Total War est récompensée d’un BAFTA ; celle pour Rome: Total War y est nommée en 2005. En 2015, il est à nouveau nommé pour son travail sur Alien: Isolation.

## Compositions pour le jeu vidéo
| Date | Nom du jeu                    | Source |
| ---- | ----------------------------- | ------ |
| 2021 | Unpacking                     |        |
| 2020 | Submerged: Hidden Depths      |        |
| 2017 | Forts                         |        |
| 2017 | Hand of Fate 2                |        |
| 2015 | Submerged (en)                |        |
| 2015 | Assault Android Cactus (en)   |        |
| 2015 | Hand of Fate                  |        |
| 2014 | Alien: Isolation              |        |
| 2011 | Total War Battles: Shogun     |        |
| 2011 | Total War: Shogun 2           |        |
| 2006 | Medieval II: Total War        |        |
| 2005 | Spartan: Total Warrior        |        |
| 2004 | Rome: Total War               |        |
| 2002 | Empereur : L'Empire du milieu |        |
| 2002 | Medieval: Total War           |        |
| 2000 | Shogun: Total War             |        |
| 2000 | Need for Speed II             |        |
| 1996 | NHL 97                        |        |
| 1995 | NBA Live 96                   |        |
| 1995 | NHL 96                        |        |
| 1994 | The Need for Speed            |        |
| 1994 | FIFA Soccer 95                |        |
| 1993 | FIFA International Soccer     |        |
| 1991 | 4D Sports Boxing              |        |
| 1990 | Stunts                        |        |